# Senza pietà (film 1921)
Senza pietà è un film del 1921, scritto e diretto da Emilio Ghione e prodotto dalla Tiber Film.